# National Board of Review Awards 1934
La 6ª edizione dei National Board of Review Awards si è tenuta il 20 dicembre 1934.
È stato assegnato per la prima volta il premio al miglior film straniero.

## Classifiche

### Migliori dieci film
- Accadde una notte (It Happened One Night), regia di Frank Capra
- Il conte di Montecristo (The Count of Monte Cristo), regia di Rowland V. Lee
- Delitto senza passione (Crime Without Passion), regia di Ben Hecht, Charles MacArthur
- Eskimo, regia di W. S. Van Dyke
- La guerra mondiale (The First World War), regia di Laurence Stallings
- Loth a Sodoma (Lot in Sodom), regia di James Sibley Watson e Melville Webber
- La pattuglia sperduta (The Lost Patrol), regia di John Ford
- I ragazzi della via Paal (No Greater Glory), regia di Frank Borzage
- L'uomo ombra (The Thin Man), regia di W.S. Van Dyke
- Viva Villa!, regia di Jack Conway

### Migliori film stranieri
- La bella maledetta (Das blaue licht), regia di Leni Riefenstahl
- The Constant Nymph, regia di Basil Dean
- La grande Caterina (Catherine the Great), regia di Paul Czinner
- Madame Bovary, regia di Jean Renoir
- L'uomo di Aran (Man of Aran), regia di Robert J. Flaherty

## Premi
- Miglior film: Accadde una notte (It Happened One Night), regia di Frank Capra
- Miglior film straniero: L'uomo di Aran (Man of Aran), regia di Robert J. Flaherty